# Tabajaras
Tabajara um povo indígena de origem do tronco tupi que habita o litoral do Brasil no trecho entre a ilha de Itamaracá e a foz do rio Paraíba, além de territórios em Piripiri e em  Lagoa de São Francisco, no Piauí. Foram um dos primeiros da região nordestina que teve contanto com os colonizadores, passaram pelo processo de apagamento histórico e cultural; nos dias atuais o povo Tabajara vem resgatando toda sua história e cultura e seguem lutando por demarcação de suas terras. 

## Etimologia
"Tabajara" procede do tupi antigo tobaîara, "inimigos". Supõe-se que essa não seria uma autodenominação, mas uma exodenominação, atribuída aos tabajaras por seus inimigos.

## História
Antes da migração para o litoral centro–sul paraibano, seu território estendia-se das proximidades da Ilha de Itamaracá, no litoral pernambucano, até o agreste, no vale do rio Pajeú. Foram os primeiros nativos dessa região do Nordeste Oriental a entrar em contato com os conquistadores portugueses. Selaram a paz com os luso-brasileiros após acordo de paz assinado durante as tentativas de conquista portuguesa da Paraíba.

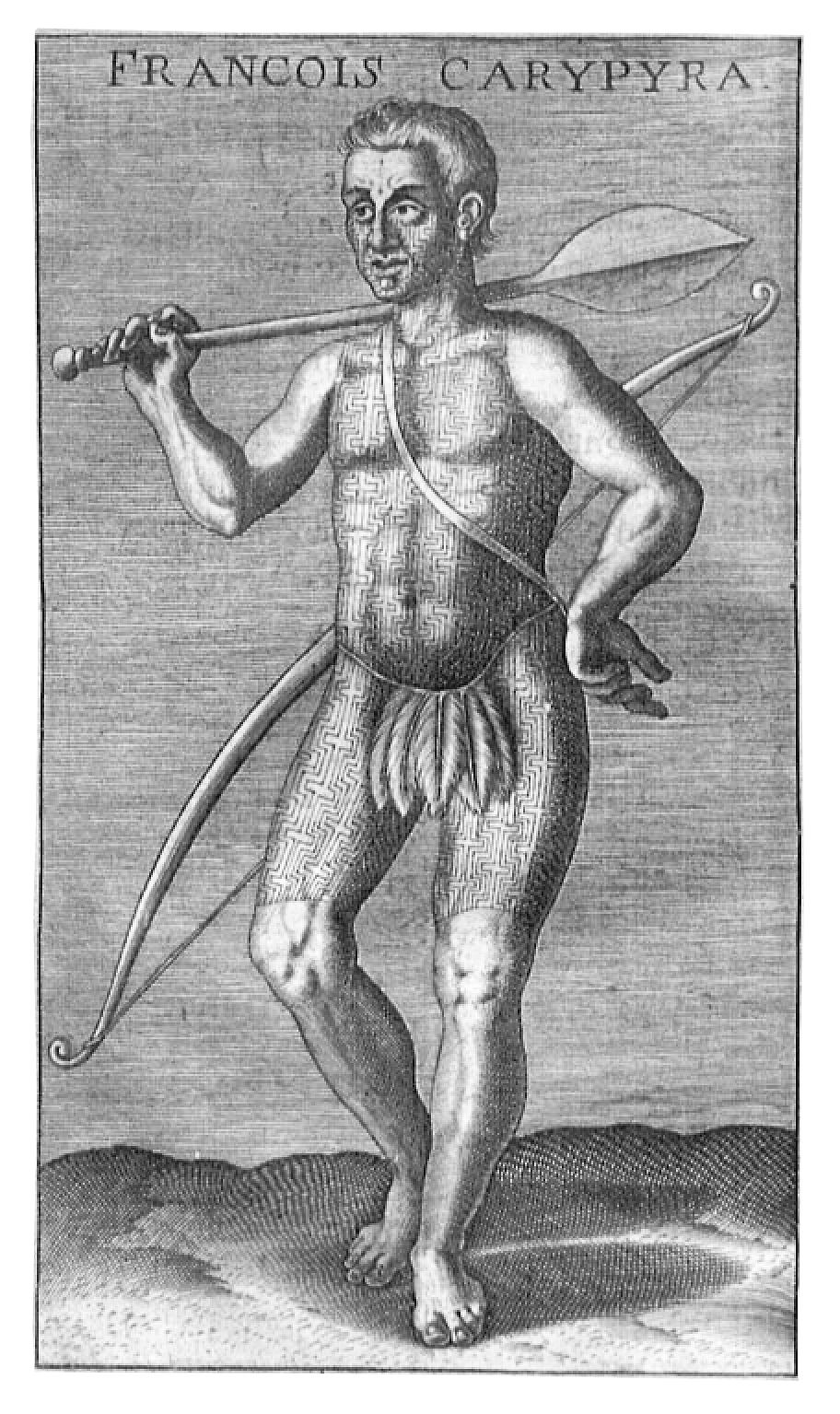
Guerreiro Tabajara, 1614

Em 1660, o padre Antônio Vieira havia chegado à serra da Ibiapaba, onde os jesuítas Pedro Pedrosa e Antônio Ribeiro catequizavam muitos membros da etnia tabajara, distribuídos em 20 povoações. Durante a subida, Vieira testemunhou focos de excelentes águas para consumo, que os índios viviam da caça, do cultivo da mandioca, da plantação de alguns legumes e do mel.
A dispersão da população aldeada se acentuou ao longo do século XIX com os inúmeros conflitos sociais do Primeiro Império, quando registrou-se a deserção de 60 casais da Vila Viçosa para participar da Balaiada no Maranhão. Durante o Segundo Império, as aplicações da Lei de Terras e a extinção dos antigos aldeamentos provocou a invisibilização completa da população indígena na província do Ceará. É neste momento que são referidas as últimas notícias, em notícias de viajantes e expedições científicas, com relação ao etnônimo tabajara ou aos índios da serra da Ibiapaba.
São esses processos que irão acelerar a dispersão da população indígena em pequenos grupos familiares em busca de alternativas de sobrevivência em terras devolutas ou sob a proteção de algum proprietário. Essa busca se dará especialmente nas zonas fronteiriças e ainda não ocupadas, como a região sul da Ibiapaba (Crateús), trocada no final do século XIX, pelo Piauí em favor de uma saída para o mar, representada pelo porto de Parnaíba, até então pertencente ao Ceara

A tribo foi, paulatinamente, fragmentada pela miscigenação e integração aos conquistadores portugueses após a conquista portuguesa da capitania. 

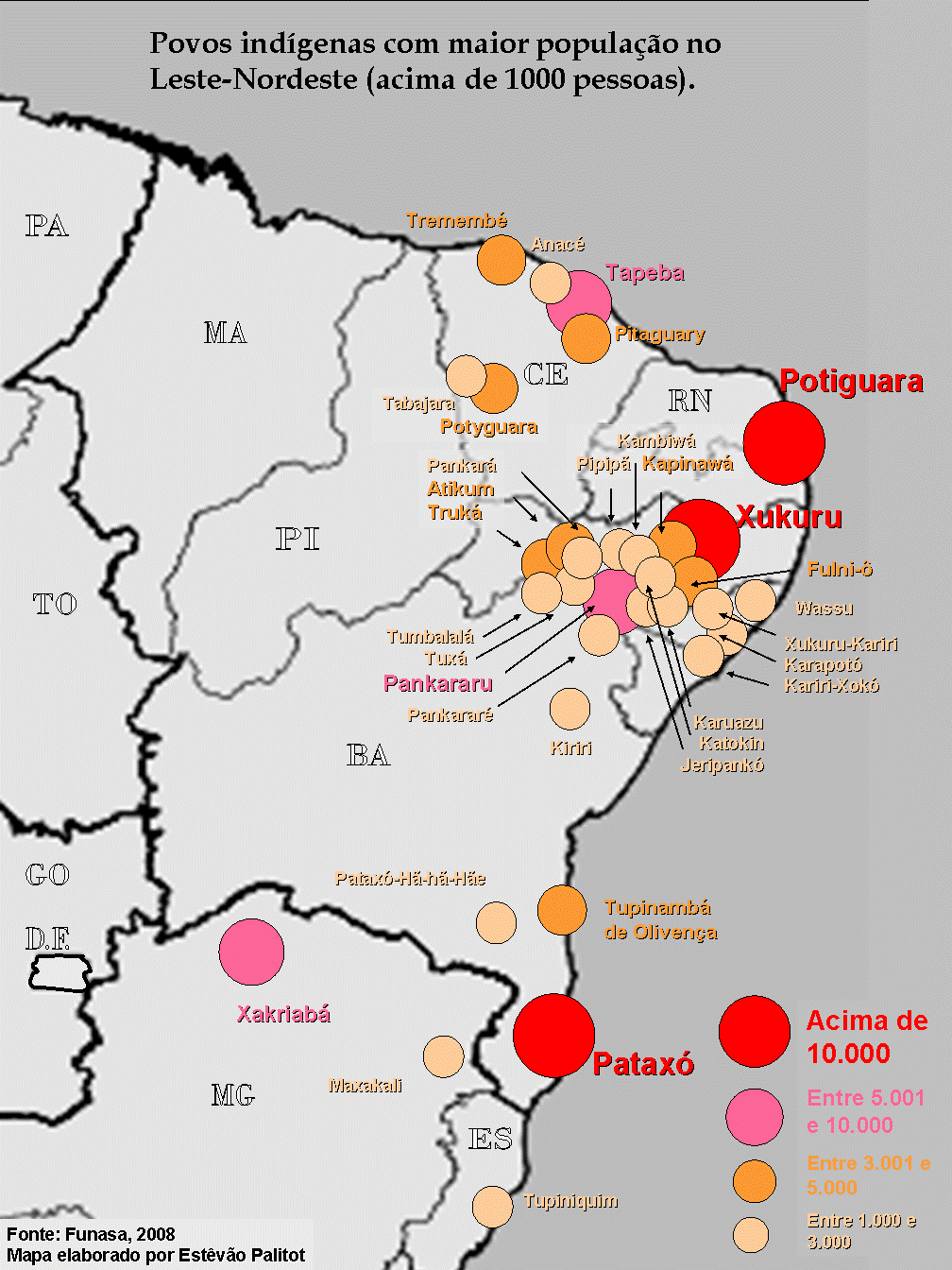
Etnia indígenas mais populosas no Leste-Nordeste.

## Presença atual
Os tabajaras possuem uma história de sucessivas migrações, devido a constantes conflitos de terras.

### No Ceará
De acordo com o distrito sanitário especial indígena do Ceará (órgão da Fundação Nacional de Saúde), em 2015 os tabajara no Ceará compunham uma população de 4 449 pessoas, em Crateús, Poranga, Monsenhor Tabosa, Tamboril e Quiterianópolis.
Os tabajaras habitam o oeste do estado do Ceará, na região da serra de Ibiapaba, nos municípios de:
- Crateús (aldeias: Nazário, Vila Vitória, Maratoã, Altamira);
- Poranga (aldeias: Jardim das Oliveiras, Jericó, Cajueiro e Calumbi);
- Monsenhor Tabosa (Olho d'Água dos Canutos);
- Quiterianópolis (aldeias: Fidélis, Croatá, Vila Nova e Alegre);
- Tamboril (Grota Verde)

### Na Paraíba
Na Paraíba a população de tabajaras é de aproximadamente 750. As famílias vivem em lotes da reforma agrária em Conde, Pitimbu e Alhandra e as que não conseguiram lotes vivem em bairros periféricos da capital.
Desde 2005, diversas famílias no estado da Paraíba vêm reivindicando o reconhecimento étnico oficial de sua condição de indígenas tabajaras nos seguintes municípios e localidades:
- Alhandra: Mucatu;

- Conde: Barra de Gramame, Jacumã e periferia do Conde;
- João Pessoa: Grotão, José Américo, Mandacaru, Cristo Redentor, Geisel, Jardim Veneza;
- Pitimbu: Abiaí e Pitimbu

### No Piauí
No Piauí, podem ser encontradas as seguintes comunidadesː 
- Piripiriː Tabajara Itacoatiara, Tabajara dos Tucuns e Tabajara Ypy;
- Lagoa de São Franciscoː Tabajara Tapuio ou do Nazaré.

### História recente

#### Crateús
Em fevereiro de 2004, os tabajaras de Crateús conseguiram, através de sua luta, retomar cerca de 6 000 hectares de suas terras que ficam na serra da Ibiapaba. O local é chamado de Nazário e, lá, estão residindo cerca de 10 famílias, entre Tabajara e Kalabaça, enquanto aguardam a delimitação e demarcação da terra.
Os tabajaras que vivem em Crateús são provenientes das serras vizinhas, principalmente a serra da Ibiapaba, e tiveram que migrar para a periferia da cidade, foragidos da opressão exercida pelos fazendeiros que invadiram suas terras. Dividem-se em sete comunidades. Recentemente, um grupo de quinze famílias dos Lira migrou para a cidade de Quiterianópolis, onde encontraram melhores condições para viver de acordo com seus costumes indígenas. Ficaram conhecidos como os tabajaras de Fidélis. Nesta mesma cidade, encontram-se mais três comunidades tabajaras: Vila Nova, Croatá e Vila Alegre, todas na área rural.

#### Mucatu
Em 2011 se iniciou um conflito na localidade de Mucatu, no município de Alhandra no município de Alhandra entre a comunidade indígena tabajara local, os assentados rurais do assentamento da reforma agrária João Gomes e compradores de terra, a empresa HC Administrações e Participações, com apoio da polícia local. Após acordo, foi implantada uma fábrica de cimento no local e a comunidade foi realocada.

#### Olho d'Água de Canutos
Em Monsenhor Tabosa, se encontra a comunidade Tabajara de Olho d'Água de Canutos, a 4 quilômetros desta cidade. São 13 famílias residindo na região. Em 1973, a família Canuto, liderada por José Canuto, comprou 74 hectares de terras onde antes viviam como moradores. Organizam-se através da Associação Unidos Venceremos do Povo Tabajara de Olho d'Água de Canutos, que se reúne no salão comunitário da Escola Indígena da comunidade.

#### Grota Verde
Em Tamboril, existe a comunidade Tabajara em Grota Verde, a 35 quilômetros da cidade. São 25 famílias que se organizam através de uma associação sob a liderança de Agno Tabajara. Atualmente, sofrem constantes ameaças por parte de fazendeiros, fato que tem limitado suas ações políticas.

#### Poranga
Os tabajaras de Poranga residem na Aldeia Imburana, que fica próxima à cidade e também na Aldeia Cajueiro, distante 38 quilômetros de Imburana. Esta aldeia, de 4 400 hectares, foi fruto de uma retomada, sendo, hoje, habitada por 9 famílias, entre Tabajara e Kalabaça, e, igualmente, aguardam a regularização da terra indígena.
Entre suas instituições, existem o Conselho Indígena dos Povos Tabajara e Kalabaça de Poranga - CIPO, a Associação de Mulheres Indígenas Tabajara e Kalabaça (AMITK) e a Escola Diferenciada Indígena de Poranga.

## Tabajaras famosos
A dupla Índios Tabajaras, formada pelos irmãos tabajaras Antenor (Mussaperê, "terceiro" em língua tupi, por ser o terceiro filho) e Natalício (Herundy, "quarto" em língua tupi, por ser o quarto filho) Moreira Lima, fez sucesso nacional e internacional entre 1942 e 1980, tocando obras de música clássica no violão.